# Matchbox (együttes)
A Matchbox egy brit rock and roll együttes, mely 1971-ben alakult. Legnagyobb számaik: Rockabilly Rebel (1979), Midnite Dynamos (1980) és Over the Rainbow (musicalfeldolgozás, 1980).

## Tagok

### 1978-as felállás
- Graham Fenton (ének)
- Steve Bloomfield (gitár, vokál)
- Gordon Scott (ritmusgitár)
- Fred Poke (basszus)
- Jimmy Redhead (dob)

### Korábbi tagok
- Wiffle Smith (ének, 1973-1977)
- Wild Bob Burgos (dob)
- Rusty Lupton (zongora, ritmusgitár, -1978)
- Jimmy Redhead (-1973)
- Gordon Scott
- Dick Callan (gitár, szaxofon, hegedű, 1978-1985)

## Albumaik

### Nagylemezek
- Riders in the Sky (1976)
- Settin' the Woods on Fire (1978)
- Matchbox (1979)
- Midnight Dynamos (1980)
- Flying Colours (1981)
- Crossed Line (1982)
- Coming Home (CD, 1998)
- 26 Original Hits (CD, 2003)
- The Platinum Collection (CD, 2006)

### Kislemezek
- Rock 'n' Roll Band / Born to Rock 'n' Roll (1975)
- Please Don't Touch / All the Boys (1976)
- Rock Rollin' Boogie / Troublesome Bay (1978)
- Black Slacks / Mad Rush (1979)
- Rockabilly Rebel / I Don't Wanna Boogie Alone (1979)
- Buzz Buzz a Diddle It / Everybody Needs a Little Love (1979)
- Palisades Park / Crazy Haze (1979)
- Midnite Dynamos / Love Is Going Out of Fashion (1980)
- When You Ask About Love / You've Made a Fool of Me (1980)
- Over the Rainbow-You Belong to Me / Don't Break Up the Party-Stay Cool (1980)
- I'm a Lover Man / When You Ask About Love (1981)
- Little Lonely Girl / Rockabilly Rebel (1981)
- Babe's in the Wood / Tokyo Joe (1981)
- Love's Made a Fool of You / Springheel Jack (1981)
- Angels on Sunday / City Women	Magnet (1981)
- 24 Hours / Arabella's on Her Way (1981)
- One More Saturday Night / Rollin' On (1982)
- Ridin' in the Night / Mad Bad & Dangerous (1982)
- I Want Out / Heaven Can Wait (1983)
- Four Greatest Hits (maxi kislemez, 2001)

## Külső hivatkozások
- Hivatalos honlap